# Леваре (округ Ревуца)
Леваре (словац. Leváre) — село, громада в окрузі Ревуца, Банськобистрицький край, Словаччина. Населення — 86 чол. (на 31 грудня 2017 р.).  Протікає Дрєновський потік.
Вперше згадується в 1427 році.

## Населення
| Рік:            | 1994. | 2004.   | 2014.   | 2024.    |
| --------------- | ----- | ------- | ------- | -------- |
| Кількість осіб: | 101   | 102     | 94      | 77       |
| Різниця:        |       | +0,99 % | -7,84 % | -18,08 % |

| Рік:            | 2023. | 2024.   |
| --------------- | ----- | ------- |
| Кількість осіб: | 81    | 77      |
| Різниця:        |       | -4,93 % |